# Campo da Rua Ferrer
Campo da Rua Ferrer foi o primeiro campo de jogo do Bangu Atlético Clube, localizado próximo ao atual Estádio de Moça Bonita, em frente ao antigo prédio da Fábrica Bangu,[carece de fontes?] que tinha como seu proprietário o espanhol João Ferrer.

## História
O campo foi feito em linha paralela ao terreno da Fábrica Bangu, pelo diretor-gerente da Companhia e Presidente Honorário do Bangu, João Ferrer, em tempo recorde para que o Bangu pudesse participar do 1º Campeonato Carioca de futebol, pois antes o clube jogava em uma área dentro da Fábrica.
Foi inaugurado em 13 de maio de 1906, na partida amistosa Bangu 2 a 0 Riachuelo e também ficava localizado na frente da sede social do Bangu. Uma semana depois, o Bangu estaria jogando oficialmente contra o Football and Athletic pelo Campeonato Carioca.
A “cancha encantada da Rua Ferrer”, como era chamada pelo compositor e locutor esportivo Ary Barroso, que igualmente referia-se ao campo do Bangu como o “alçapão da Rua Ferrer” e afirmava: “Ganhar lá é muito difícil, porque os mulatinhos rosados botam a gente prá correr!”
Foi mandando os jogos neste estádio que o Bangu conquistou o título de 1933, o primeiro da era profissional do Rio de Janeiro.
Em 7 de outubro de 1937 o Bangu inaugurou seus refletores em partida contra o America, que terminou com vitória americana por 3 a 2.
Suas arquibancadas de madeira sofreram um incêndio em 1936, antes de uma partida entre Bangu e Madureira, tendo sido reinauguradas em 23 de maio de 1937 e abrigando jogos até 1943, quando o terreno onde ficava foi vendido pela Fábrica Bangu, sua proprietária. O campo despediu-se em 19 de setembro de 1943, em uma derrota do Bangu por 3 a 2 para o Canto do Rio.
O  Bangu jogou 391 partidas na Rua Ferrer, com 203 vitórias, 52 empates e 136 derrotas, marcando 1.171 gols e sofrendo 819.
A sua capacidade é desconhecida nos dias atuais, mas considerando a base de dados do site Estatísticas do Fluminense, o recorde de público entre Bangu e Fluminense se deu na vitória do Bangu por 5 a 3 em 22 de agosto de 1943, quando 8.206 torcedores pagaram ingressos, números estes que não incluem os sócios do Bangu.

## Ligação externa
- Site Bangu.net - Estádios.